# Scorpio (cycle des Inhibiteurs)
Scorpio, ou Mr Porcky aux côtés de Remontoir, est un personnage du cycle de fiction des Inhibiteurs d’Alastair Reynolds.

## Description
Scorpio est un porcko. Après avoir commencé sa vie comme esclave, d’abord d’un corps hybride d’humain et de porc, ensuite des hommes comme proie dans des chasses perverses d’ultra enfin de sa propre colère l’amenant à se venger sur les hommes comme un criminel, Scorpio fait bien plus que se réhabiliter et se réaliser. Il se joint à Nevil Clavain dans la poursuite des armes de classe infernale puis dans l’évacuation du système de Resurgam. Devenu ami du vieux conjoineur, il le remplace à la tête de la colonie de réfugiés établie sur la planète Mystif d’Ararat, tout en continuant à considérer Nevil comme la vraie tête et la véritable âme de leur refuge. Ceci accroîtra sa culpabilité quand il sera obligé par Skade de torturer et tuer Clavain afin de qu’elle “relâche” Aura.
Cette culpabilité renforcera sa volonté de s’ériger en protecteur face aux Inhibiteurs. Il diffèrera la mort prématurée inhérente à sa nature de porcko en se faisant cryoniser à bord du Spleen de l'Infini. Réveillé une première fois dans le système de Yellowstone, il imposera à tous sa volonté de sauver les derniers réfugiés envers et contre de terribles risques. Sa décision sera soutenue par le Capitaine face aux autres seniors, qui déposeront Scorpio à la suite de cet évènement. Après une cryonisation lui évitant d’abandonner officiellement la tête du Spleen de l’Infini, il sera réveillé en orbite autour de Hela. Toujours avec l’aide du capitaine il mettra en déroute les attaques des gardes de Quaiche puis sauvera Aura et bien d’autres en évitant la libération des ombres. « Un porcko, c'est fait pour faire certaines choses […] » (Le Gouffre de l’absolution) et Scorpio a fait bien plus encore.

Il s’effondre sur Hela, épuisé et blessé, à un age formidable pour ceux de son espèce, entouré de ses amis Ana Khouri, Vasko Malinin et Aura … 

« Il était un porko : il ne devait pas demander la lune. Il en avait déjà fait plus que la plupart. […] Et quand il vit la plus petite des ombres perdre le rythme, il regarda les autres se précipiter vers elle et la soutenir. Après cela il ne se rappela plus grand-chose. »

— Le Gouffre de l’absolution, p756
Est-il mort comme certains éléments le laissent penser, ou voit-il sa vie prolongée par des moyens non indiqués pour continuer à être le protecteur à la « forme enfantine appuyée sur une canne » (La Gouffre de l’absolution, p. 759) de la « une vieille demi-Conjoineur » (Le Gouffre de l’absolution, p. 757) qu’est devenue Aura, dans le futur lointain duquel les Inhibiteurs ont été éliminés. Ce protecteur mystérieux est-il le porko ayant traversé les années, un autre rescapé d’Hela tel que Vasko …?